# Weltmeisterschaften im Bogenschießen 2007
Die Weltmeisterschaften im Bogenschießen 2007 wurden vom 7. bis 15. Juli in Leipzig ausgetragen.

## Ergebnisse

### Recurvebogen
| Disziplin         | Gold                                                 | Silber                                                   | Bronze                                                           |
| ----------------- | ---------------------------------------------------- | -------------------------------------------------------- | ---------------------------------------------------------------- |
| Männer Einzel     | Im Dong-hyun                                         | Balschinima Zyrempilow                                   | Alan Wills                                                       |
| Frauen Einzel     | Natalia Valeeva                                      | Park Sung-hyun                                           | Natalja Erdynijewa                                               |
| Männer Mannschaft | Südkorea Im Dong-hyun Kim Yeon-chul Lee Chang-hwan   | Großbritannien Laurence Godfrey Simon Terry Alan Wills   | Chinesisch Taipeh Kuo Cheng-wei Liu Ming-huang Wang Cheng-pang   |
| Frauen Mannschaft | Südkorea Choi Eun-young Lee Tuk-young Park Sung-hyun | Chinesisch Taipeh Shen Hsiao-chun Wu Hui-ju Yuan Shu-chi | Großbritannien Alison Williamson Charlotte Burgess Naomi Folkard |

### Compoundbogen
| Disziplin         | Gold                                                               | Silber                                                   | Bronze                                                          |
| ----------------- | ------------------------------------------------------------------ | -------------------------------------------------------- | --------------------------------------------------------------- |
| Männer Einzel     | Dietmar Trillus                                                    | Braden Gellenthien                                       | Martin Damsbo                                                   |
| Frauen Einzel     | Eugenia Salvi                                                      | Albina Loginowa                                          | Amandine Bouillot                                               |
| Männer Mannschaft | Vereinigte Staaten Braden Gellenthien Reo Wilde Rodger Willett jr. | Australien Patrick Coghlan Clint Freeman Robert Timms    | Schweden Fredrik Lindblad Morgan Lundin Anders Malm             |
| Frauen Mannschaft | Belgien Catherine Dessoy Petra Haemhouts Gladys Willems            | Italien Anastasia Anastasio Eugenia Salvi Giorgia Solato | Vereinigte Staaten Erika Anschutz Kendal Nicely Jamie Van Natta |

## Medaillenspiegel
| Platz  | Land               | Gold | Silber | Bronze | Gesamt |
| ------ | ------------------ | ---- | ------ | ------ | ------ |
| 1      | Südkorea           | 3    | 1      | –      | 4      |
| 2      | Italien            | 2    | 1      | –      | 3      |
| 3      | Vereinigte Staaten | 1    | 1      | 1      | 3      |
| 4      | Belgien            | 1    | –      | –      | 1      |
| 4      | Kanada             | 1    | –      | –      | 1      |
| 6      | Russland           | –    | 2      | 1      | 3      |
| 7      | Großbritannien     | –    | 1      | 2      | 3      |
| 8      | Chinesisch Taipeh  | –    | 1      | 1      | 2      |
| 9      | Australien         | –    | 1      | –      | 1      |
| 10     | Dänemark           | –    | –      | 1      | 1      |
| 10     | Frankreich         | –    | –      | 1      | 1      |
| 10     | Schweden           | –    | –      | 1      | 1      |
| Gesamt | Gesamt             | 8    | 8      | 8      | 24     |